# 聖路易區 (卡洛斯費爾明菲茨卡拉爾省)

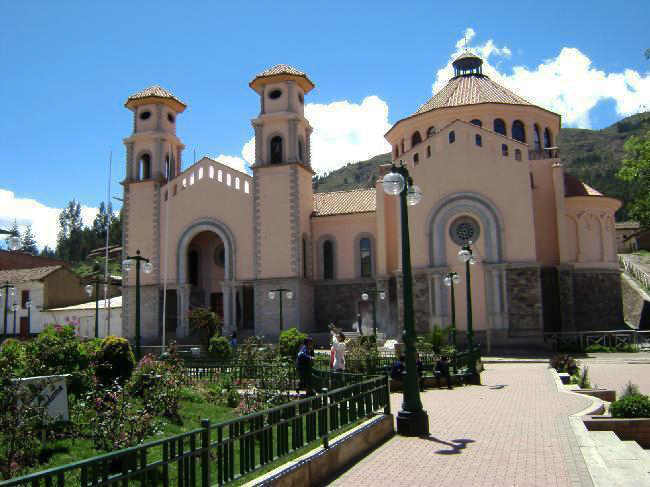

聖路易區（西班牙語：Distrito de San Luis），是秘魯的一個區，位於該國北部安卡什大區的卡洛斯費爾明菲茨卡拉爾省，面積256.45平方公里，海拔高度3,131米，2005年人口11,887，人口密度為每平方公里46人。